# 仁德區

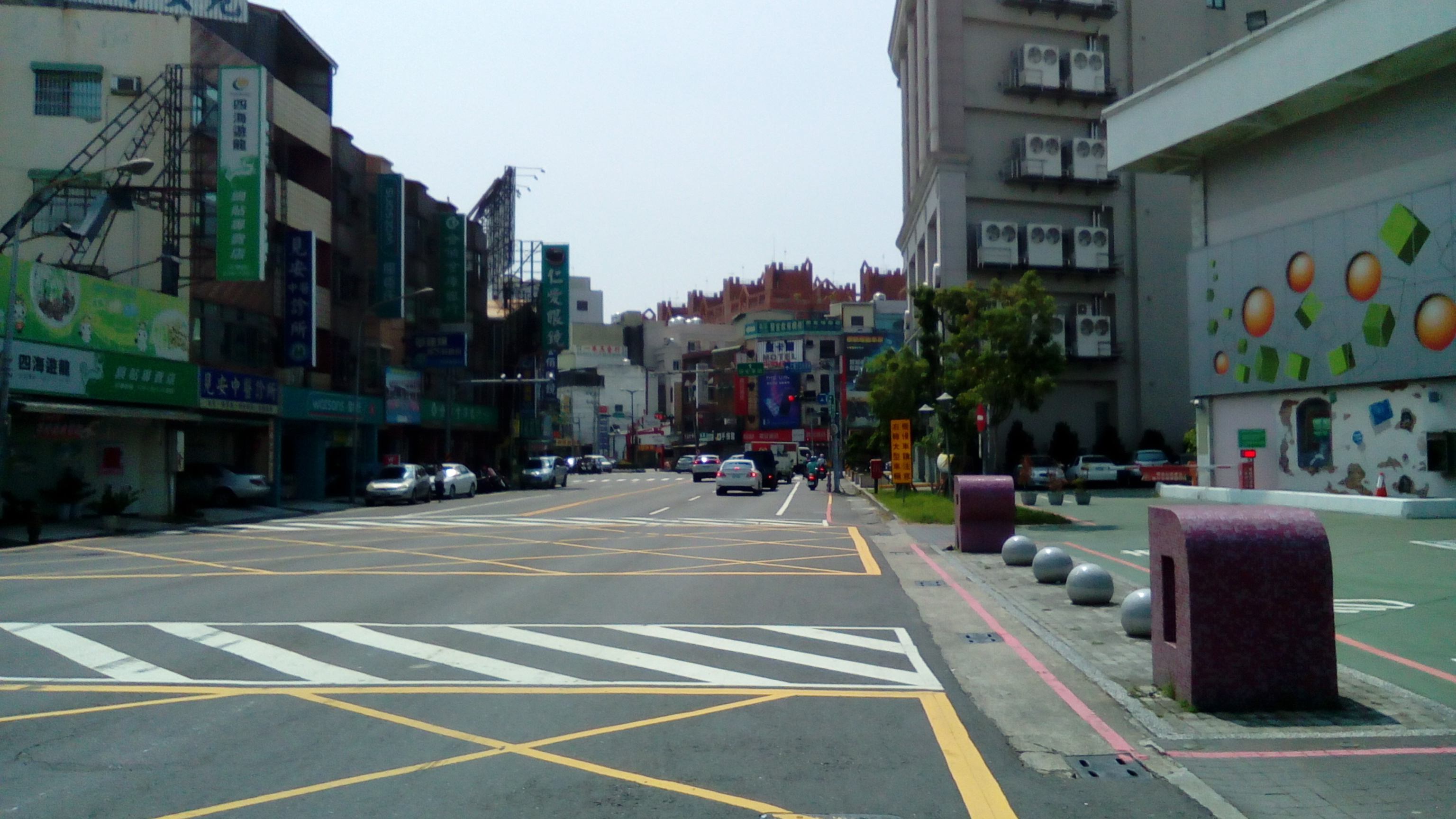
仁德市區

22°58′20″N 120°15′07″E / 22.9723374°N 120.2518218°E
仁德區，舊稱「土庫庄」，前身「仁德鄉」，位於臺灣臺南市西南端，屬於臺南都會區的衛星城市之一，東鄰歸仁區，西鄰東區、南區，南隔二仁溪與高雄市湖內區、路竹區相鄰，北接永康區，全境地勢低平，僅西面有一銜接臺南臺地之丘陵，區內人口7.8萬人，縣市合併前為全縣人口最多的鄉。
早期仁德區的主要產業為農業，農業發展分布於河川附近地帶，有稻米與番薯等少量農產。其後隨著都市計劃的發展，產業轉型為工商業，並著重於工業，逐漸形成保安、仁德、新田等3個工業區，商業部分則有數間大型商業賣場的設立。交通方面有數條重要公路穿越、3座鐵路車站，且鄰近臺南機場、高鐵臺南站，完整與方便的交通網路使其成為數間重大企業的駐地，有「企業之鄉」的美譽。境內擁有4間觀光工廠、沿二仁溪北岸行至奇美博物館的水岸自行車路線，藝文觀光發展逐漸成熟，使其發展兼具藝術、休閒、人文與生態，是臺南市的南面門戶。

## 歷史
仁德區舊名「土庫」，又稱「塗庫」，意指「往昔農村儲藏稻穀的容器」:44。區名「仁德」一詞在明鄭時期即已出現，另有一說則是日治時期一位進士出身的學者在當地執教，諄諄以仁義道德為處世之本，故取名「仁德」以揚其道。
荷西時期之前的仁德區為隸屬平埔族群的西拉雅族居住地，以公廨為族群中議事、辦公之處所。1624年9月，荷蘭人攻佔臺灣，設立大結首區，其名稱難於查考，然據當代安平地圖，在赤崁東南、二層行溪北邊，即現今車路墘地方有森林分布圖，圖中有「Hahenals Bosch」和廟的記載，故車路墘可能為荷西時期大結首區之一的行政區中心。1661年4月1日，鄭成功率軍入臺；5月2日改設1府2縣，赤崁為承天府，北為天興縣，南為萬年縣:40，仁德地區隸屬萬年縣，分有長興、仁德、文賢、仁和、依仁等里。1664年，鄭經改東都為東寧，縣改為州，兩縣並以新港溪（今鹽水溪）為界，仁德隸屬萬年縣:40。
1683年，清水師提督施琅攻臺，並奏請臺灣設置郡縣。1684年4月，臺灣納入清廷版圖，仁德所屬長興里、仁德里、仁和里、文賢里隸屬於臺灣縣，依仁里則隸屬鳳山縣:40。1727年，依仁里改歸臺灣縣，文賢里二層行溪以南部分改歸鳳山縣。1887年，臺灣建省，改臺灣縣為安平縣，仁德屬長興下里、仁德北里、仁德南里、文賢里、依仁里及仁和里的一部份:41。
1895年3月23日，中日簽訂《馬關條約》，將臺灣與澎湖割讓日本。日本治臺後，將臺灣改設臺北、臺灣、臺南3縣；11月，改設1縣2民政支部1廳，仁德隸屬臺南民政支部安平出張所。1896年3月31日設3縣1廳，屬臺南縣。1897年4月26日設6縣3廳，屬臺南縣臺南辦務署。1898年4月30日，仁德所屬長興下里、仁德北里隸屬臺南辦務署，其餘各里則隸屬於車路墘辦務署。1901年，廢縣及辦務署，全臺改設20廳，仁德隸屬臺南廳，除長興下里屬安平支廳，其餘各里均屬車路墘支廳:41。1909年10月25日，全臺20廳改為12廳，街庄併劃為區，仁德隸屬臺南廳，一部分屬長興區，一部分屬仁德區，一部分屬文依區，一部分則屬永仁區:41－42。1920年10月1日，改革臺灣地方制度，行政區劃改為州、郡、庄，仁德隸屬臺南州新豐郡，一部分屬仁德，一部分則屬永寧。仁德庄下分虎尾寮、太子廟、新田、田厝、港墘、一甲、仁德、上崙子、中州、二橋等10個大字，庄役場設於塗庫；永寧庄下分牛稠子、鞍子、三甲子、灣裡、下鯤鯓、十三甲、車路墘等7個大字，庄役場設於灣裡。1940年10月1日，重新調整行政區，仁德庄將虎尾寮大字改歸臺南市，永寧庄則將灣裡、鯤鯓兩大字改歸臺南市，兩庄其餘部分全併為仁德庄:42。
1945年10月25日，臺灣由中華民國接管:42。1946年1月起，全臺改為八縣九省轄市，郡、庄、大字分別改為區、鄉、村，仁德鄉隸屬臺南縣新豐區，下轄太子、土庫、一甲、仁德、新佃、後壁、上崙、田厝、三甲、保安、二行、大甲、中州、中生、牛稠等15個村:42－43。1950年，撤廢新豐區，仁德鄉改隸於臺南縣。2010年12月25日，配合臺南縣市合併改制為臺南市，仁德鄉改制為「仁德區」。

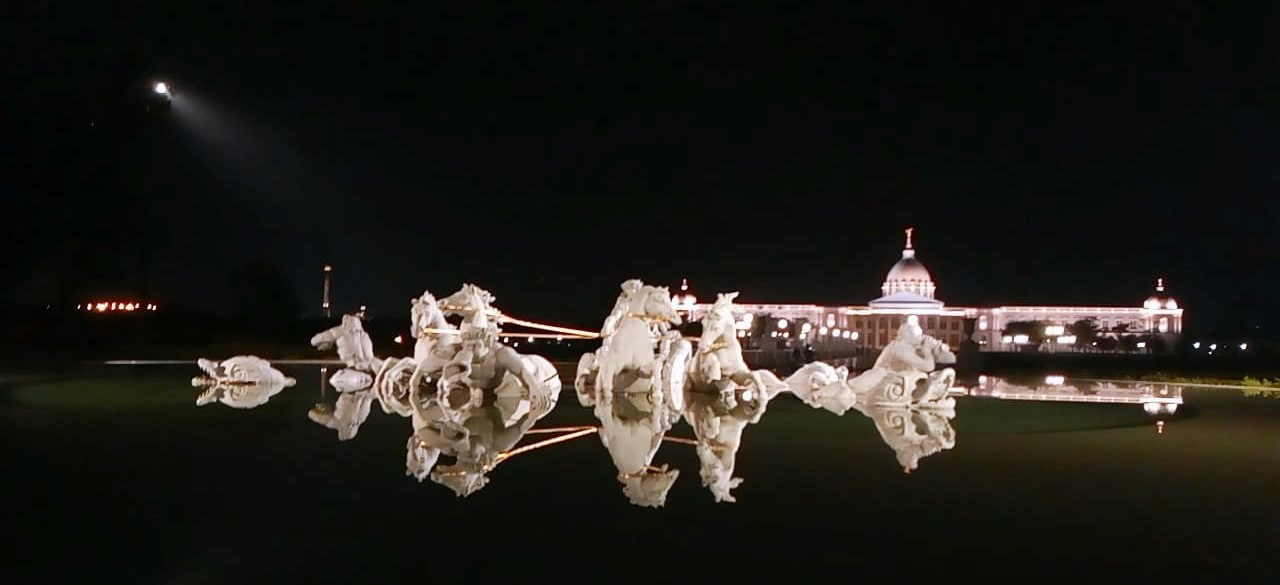
奇美博物館

### 主要聚落
| 分區         | 里鄰                              | 範圍                                                                         |
| ------------ | --------------------------------- | ---------------------------------------------------------------------------- |
| 太子廟地區   | 太子 · 土庫里                     | 太子路沿線、太乙工業區、土庫里等地區                                         |
| 仁德地區     | 一甲里 · 仁德里 · 仁義里          | 一甲工業區、白崙段、區公所、交流道、仁義里等地區，政治經濟文化的中心         |
| 後壁厝地區   | 新田 · 後壁里 · 上崙里            | 中華醫事科技大學、中正路二段等地區、台86線、上崙里等地區                     |
| 保安二行地區 | 文賢里 · 保安里 · 二行里 · 大甲里 | 田厝、車路墘、保安、仁德車站、保安工業區、嘉南藥理大學、二層行、大甲里等地區 |
| 都會公園地區 | 成功里 · 仁愛里 · 仁和里          | 台南都會公園、奇美博物館、亞航社區、台南機場、二空新城                       |
| 中洲地區     | 中洲里                            | 中洲車站、原中生及中洲里等地區                                               |

## 地理

### 地形
仁德區位於臺南市的西南端，東鄰歸仁區，南隔二仁溪與高雄市湖內、路竹兩區為界，西接東區、南區，北連永康區。全區面積為50.77平方公里，南北長約10.5公里，東西距約5公里，呈南北狹長狀:1。地勢標高介於5至10公尺，西面丘陵地為臺南臺地，其餘均為平原，土壤主要由砂頁岩新沖積土與砂頁岩老沖積土構成，其餘少數為臺灣粘土:1－2。

### 氣候
仁德區位於北回歸線以南，且西鄰臺南市區，故氣候與臺南市區相近:7。根據1897年至1991年間的氣候資料顯示，仁德區年平均氣溫為攝氏23.6度，月均溫以7月份的攝氏28.3度為最高，1月份的攝氏17.0度最低:7、12。其中1956年至1989年間的年平均雨量為1,514.42毫米，各月平均雨量6月的350.57毫米最多，12月的7.80毫米最少:30。

### 人口
根據臺南市仁德戶政事務所及臺南市政府民政局統計，2024年底仁德區戶數約3.1萬戶，人口約7.8萬人，區內人口最多與最少的里分別是後壁里與仁愛里，2024年底兩里人口分別為11,217人與1,289人，其中後壁里也是臺南市人口最多的里，其他區內人口較多的里包括仁義里、仁德里，此兩里與後壁里的總人口數，約佔全區人口數的42%。

## 政治

### 歷任首長
| 屆次 | 姓名   | 上任日期       | 卸任日期       | 備註 |
| ---- | ------ | -------------- | -------------- | ---- |
| 1    | 徐萬仲 | 2010年12月25日 | 2014年12月25日 |      |
| 2    | 郭鴻儀 | 2014年12月25日 | 2018年6月19日  |      |
| 2    | 黃素美 | 2018年6月19日  | 2019年4月14日  | 代理 |
| 3    | 黃素美 | 2019年4月15日  |                | 現任 |

### 區政組織

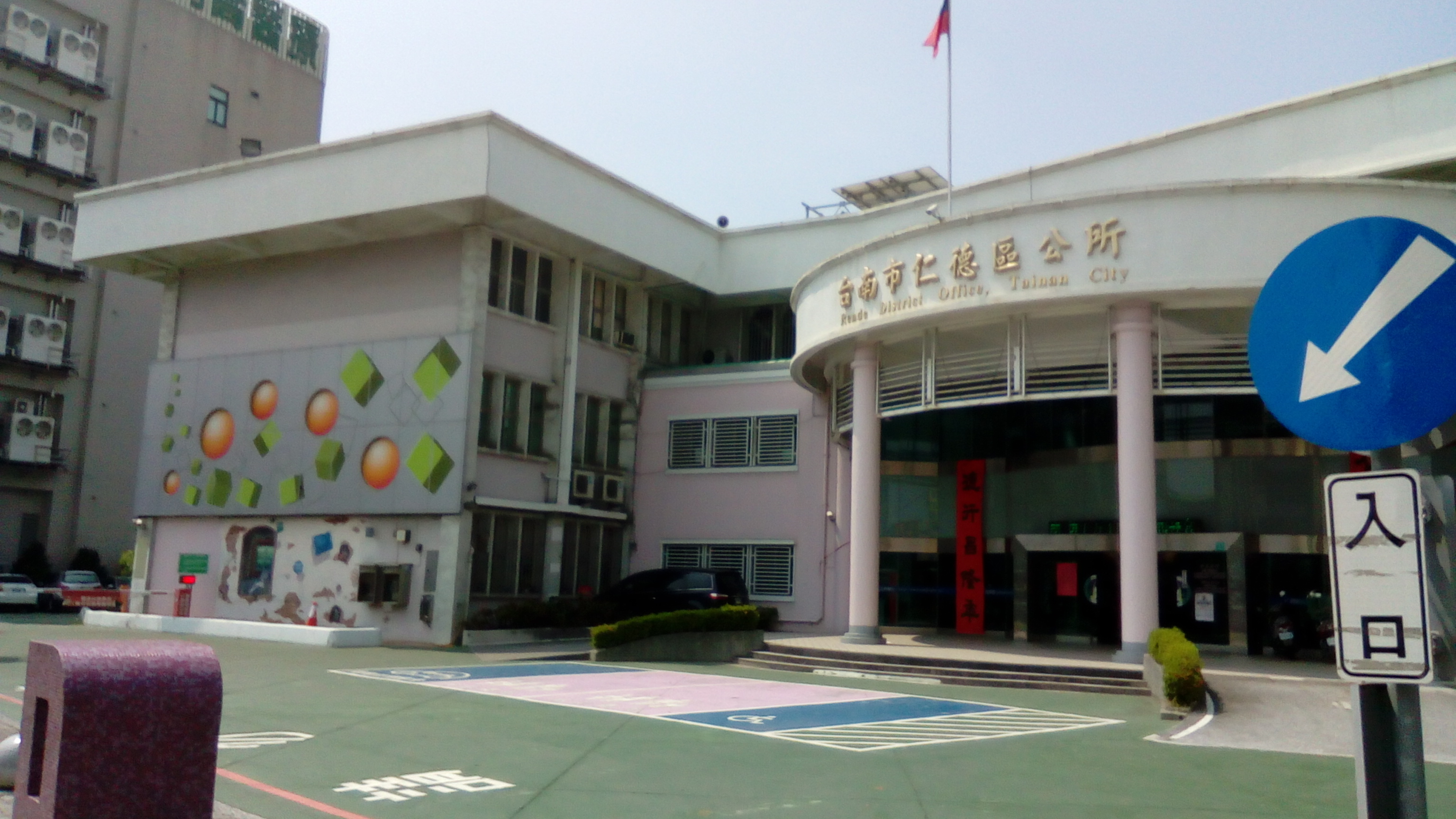
仁德區公所

仁德區公所是臺南市政府在仁德區的派出機關，在中華民國政府架構中為市政府綜理區政的執行機關，上級業務監督機關為臺南市政府。区长由市長任命，其任期為無任期保障。在區長及主任秘書之下，設有5課3室等8個內部單位。

### 行政區
現今仁德區行政範圍的確立，來自於1940年，將原屬永寧庄的三甲子、車路墘、大甲、牛稠子、中洲等地納入仁德庄庄域，同時原屬仁德庄的虎尾寮也在此時改納入臺南市。1946年，改為「仁德鄉」，屬臺南縣新豐區。1950年，裁撤區署，仁德鄉改直隸於臺南縣。2010年12月25日，臺南縣市合併改制為直轄市，仁德鄉改制為市轄區「仁德區」，隸屬臺南市。
仁德區共轄16里，其行政區域分布情形為：
| 仁德區行政區劃 | 仁德區行政區劃 | 仁德區行政區劃 | 仁德區行政區劃 | 仁德區行政區劃 | 仁德區行政區劃 | 仁德區行政區劃 | 仁德區行政區劃 |
| -------------- | -------------- | -------------- | -------------- | -------------- | -------------- | -------------- | -------------- |
|                |                |                |                |                |                |                |                |
| 編號           | 里名           | 編號           | 里名           | 編號           | 里名           | 編號           | 里名           |
| 1              | 仁和里         | 2              | 仁愛里         | 3              | 成功里         | 4              | 大甲里         |
| 5              | 二行里         | 6              | 保安里         | 7              | 中洲里         | 8              | 上崙里         |
| 9              | 文賢里         | 10             | 後壁里         | 11             | 仁德里         | 12             | 新田           |
| 13             | 仁義里         | 14             | 一甲里         | 15             | 土庫里         | 16             | 太子           |

## 經濟

### 工業區
- 仁德工業區：於民國67年依都市計畫法設定為甲等工業區，面積達91.75公頃，範圍橫跨仁德、一甲、土庫、太子等四里，區內有500多家廠商，主要產業有紡織、水泥、金屬、電子、機械、文具、塑膠製廠、染整業、酒廠……等數十種。早期廠商設廠大部分向土地開發商”賣菜義”購地建廠或購買廠房，故俗稱『賣菜義工業區』，又因為大部分集中於當時的一甲村，所以又被稱為『一甲工業區』；經過多年，土庫大排水溝覆蓋成太乙路，因此又有『太乙工業區』之稱。
- 保安工業區：於民國五十九年間，面積約60公頃，範圍保安里（原車路墘），現有廠商130多家，本工業區以塑膠製品製造業、金屬製品製造業為主。
- 新田工業區：範圍新田里，目前廠商家數有300多家。

### 未來新建
- 南紡科技園區TST PARK：位於義林路，規劃以5G、AI智慧相關產業為園區產業發展主軸，滿足5G產業需求的全方位科技園區。仁德暨化纖廠區土地資產活化將分三期進行，第一期開發基地面積共40,290坪，內容包括商展願景館、管理服務中心、育成中心、金融大樓、廠房辦公；第二期基地面積有55,450坪，將以研發、產業服務、廠辦、相關產業鏈聚集為主；第三期基地面積有45,567坪，以產業支援基地為重心。
- 仁德智慧科學園區：位於文華路，面積約3.38萬坪，京城建設與三地開發聯手打造該園區，分為A、B、C、D等4區，第1區在2025年就將完工，全區則是在2032年完成。
- 綠能產業園區：位於台86及國道1號之間，計畫面積約87.72公頃，未來將以打造低衝擊開發園區。

### 軍事
- 空軍臺南基地：
  - 地址： 717台南市仁德區機場路
  - 開放活動-國防部國防知性之旅[15]
- 空軍防空砲兵指揮部：長安營區

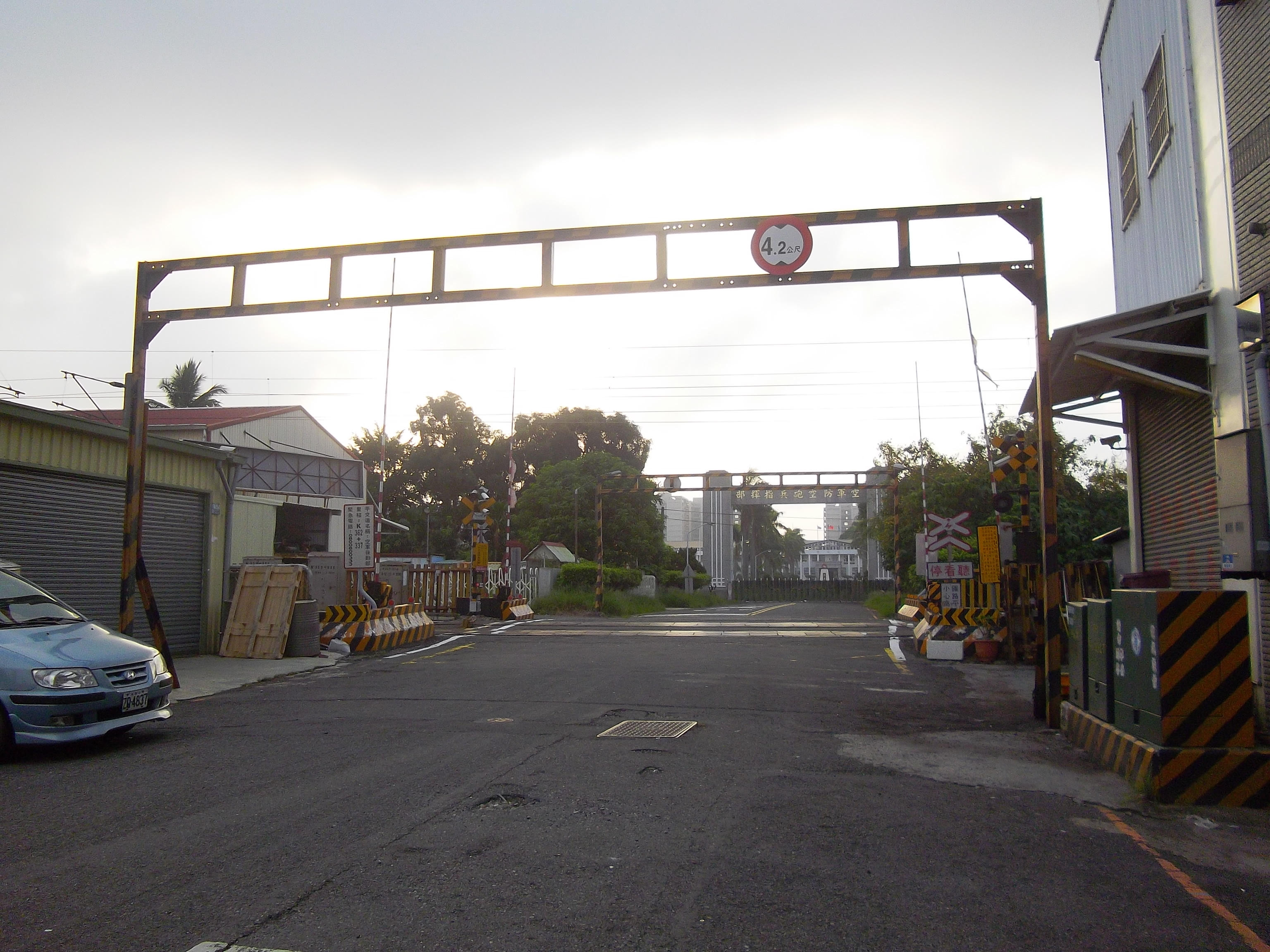
長安營區

  - 2006年8月16日，指揮部自桃園縣八德市更寮腳忠勇營區移駐至臺南縣仁德鄉長安營區。

### 金融業
- 臺灣銀行仁德分行
- 玉山商業銀行仁德分行
- 京城商業銀行仁德分行
- 合作金庫商業銀行仁德分行
- 華南商業銀行仁德分行
- 臺灣中小企業銀行仁德分行
- 中國信託商業銀行仁德簡易分行
- 陽信商業銀行仁德分行

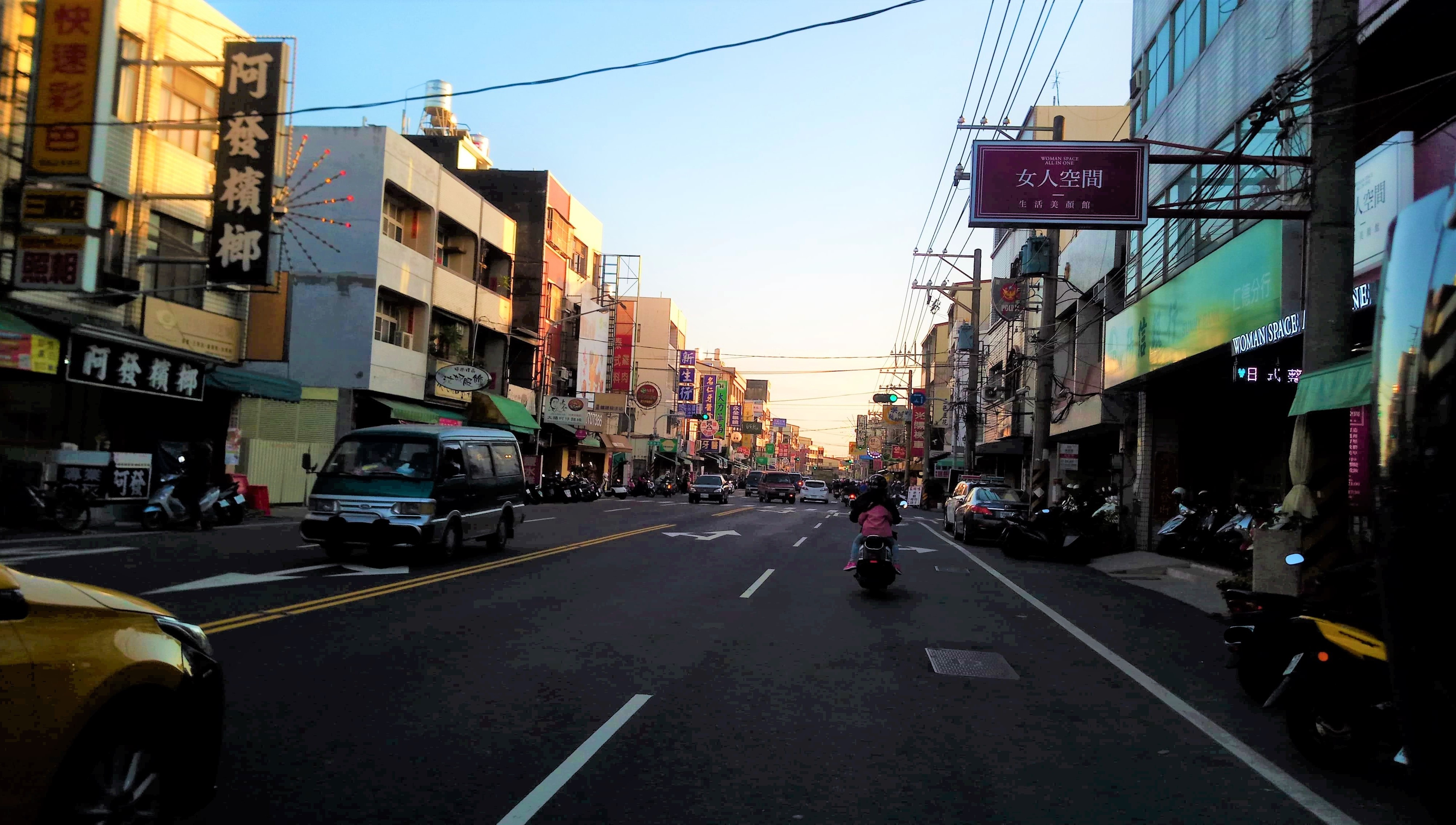
後壁厝市區陽信銀行前

- 仁德區郵局：仁德郵局、仁德後壁厝郵局、仁德二空郵局、仁德車路墘郵局、仁德太子郵局
- 仁德區農會：仁德區農會本會、太子分部、二行分部、保安分部、後壁分部、中洲分部

## 文化

### 眷村

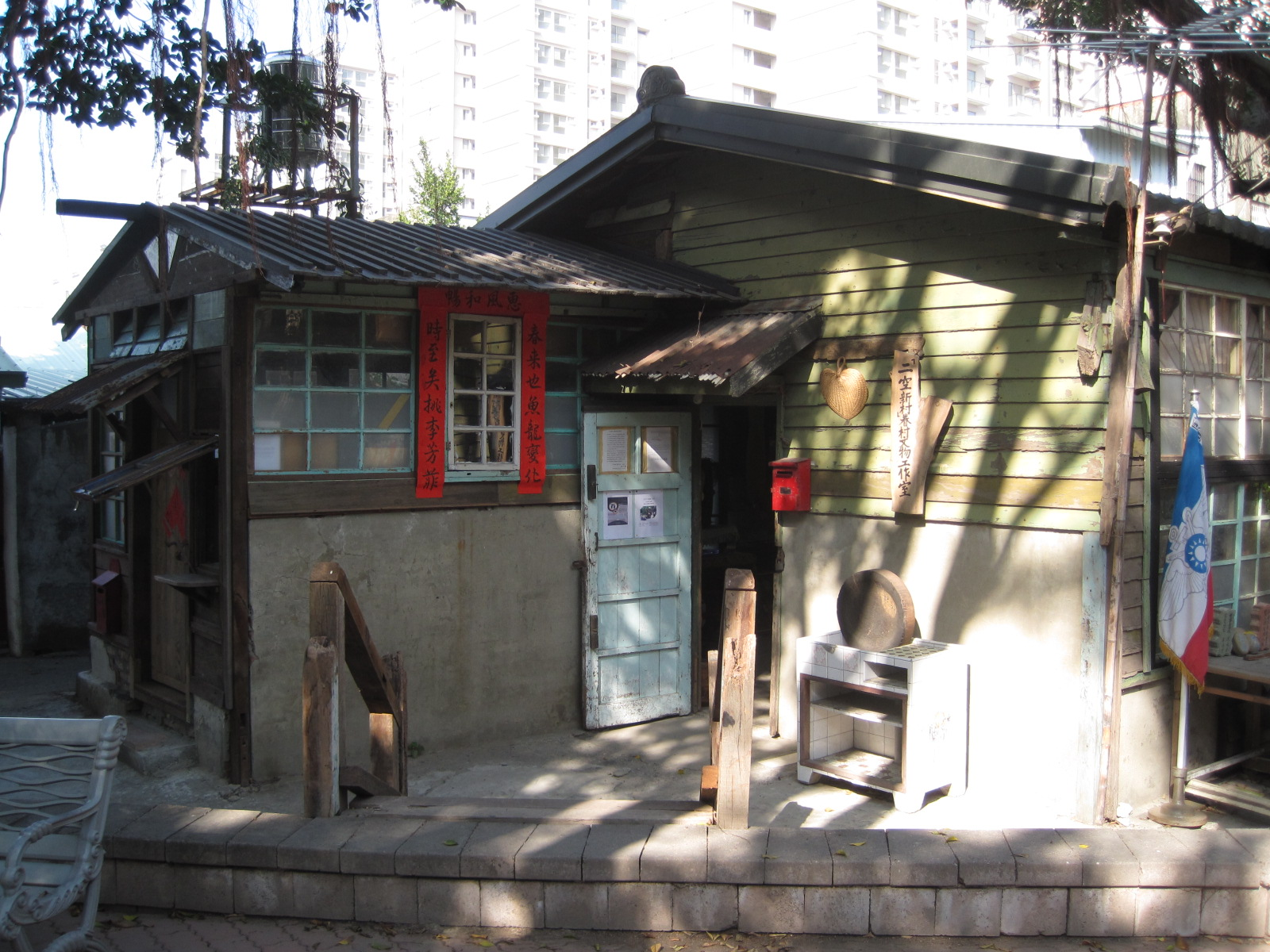
二空新村眷村文物工作室

二空新村，位於該區與東區、南區交界處，約略於臺南市生產路以南，縱貫鐵路以東，長東街以西之區域中。在行政區劃上分屬於今仁德區仁和里、仁愛里與成功里。此處居民多為早年隨國民政府遷臺的空軍軍人以及其眷屬，登記的戶籍有922戶，在中華民國國軍全部眷村中排名第六，而之所以名為二空的原因有二說，一為此地地名在日治時期時日文發音接近二空，二為得名自初期單位「空軍第二供應司令部」。另外由於此地有550戶的興築經費是婦聯總會向全國青果貿易商會募款而來，建造於第四期籌建，故在早期名為「貿易四村」。
目前仁和里（原仁和村）部分的眷舍已經改建，但仁愛里（原仁愛村）部分的眷舍還有保留，此外2010年6月時眷村文物館、樹屋、舊水塔、碉堡與紀念碑等五處景物被列為暫定古蹟，未來會結合這些古蹟成立二空新村文化園區，將於2024年7月落成。
台南二空新村都更
台南市政府都發局長莊德樑表示，台南市政府近年配合軍方積極推動活化老舊眷村土地資產，其中仁德區二空新村（A區）基地位於台南市仁德區保仁路以北，面積約為21,869.25㎡，基地範圍北側鄰近東區南台南站副都心，極具有建構新興發展核心地區之條件，本案經由都市更新方式開發，公有土地得以順利活化處分，透過容積獎勵方式，台南市政府可順利完成約1.87公頃公共設施用地開闢（節省約7,000萬工程經費），並獲取社會住宅約70戶（市值約3億元）。預計110年開工，簽約後將儘速進行更新事業計畫研擬及住宅工程規劃設計，全區開發預計6年內完成。

## 教育

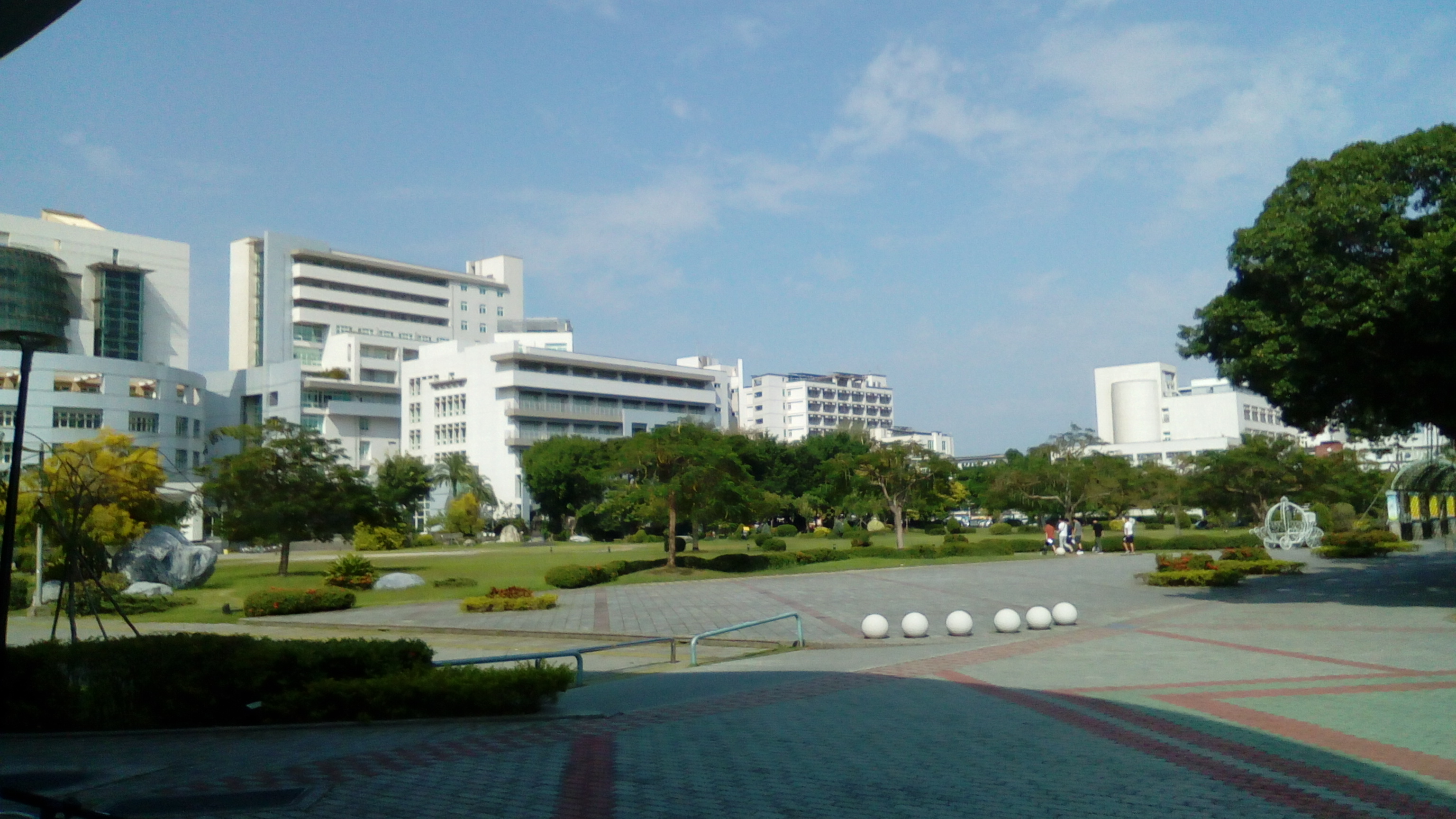
嘉南藥理大學中央草坪

### 大專院校
- 嘉南藥理大學
- 中華醫事科技大學

### 國民中學
- 臺南市立仁德國民中學
- 臺南市立仁德文賢國民中學【車路墘】
- 臺南市私立城光國民中學（已於2017年停招）

### 國民小學
- 臺南市仁德區仁德國民小學【崙仔尾、土庫仔】
- 臺南市仁德區大甲國民小學【二層行、大甲】
- 臺南市仁德區依仁國民小學【中洲】
- 臺南市仁德區虎山實驗小學
- 臺南市仁德區仁和國民小學【牛稠仔】
- 臺南市仁德區文賢國民小學【車路墘】
- 臺南市仁德區長興國民小學【太子廟】
- 臺南市仁德區德南國民小學【後壁厝】

## 醫療

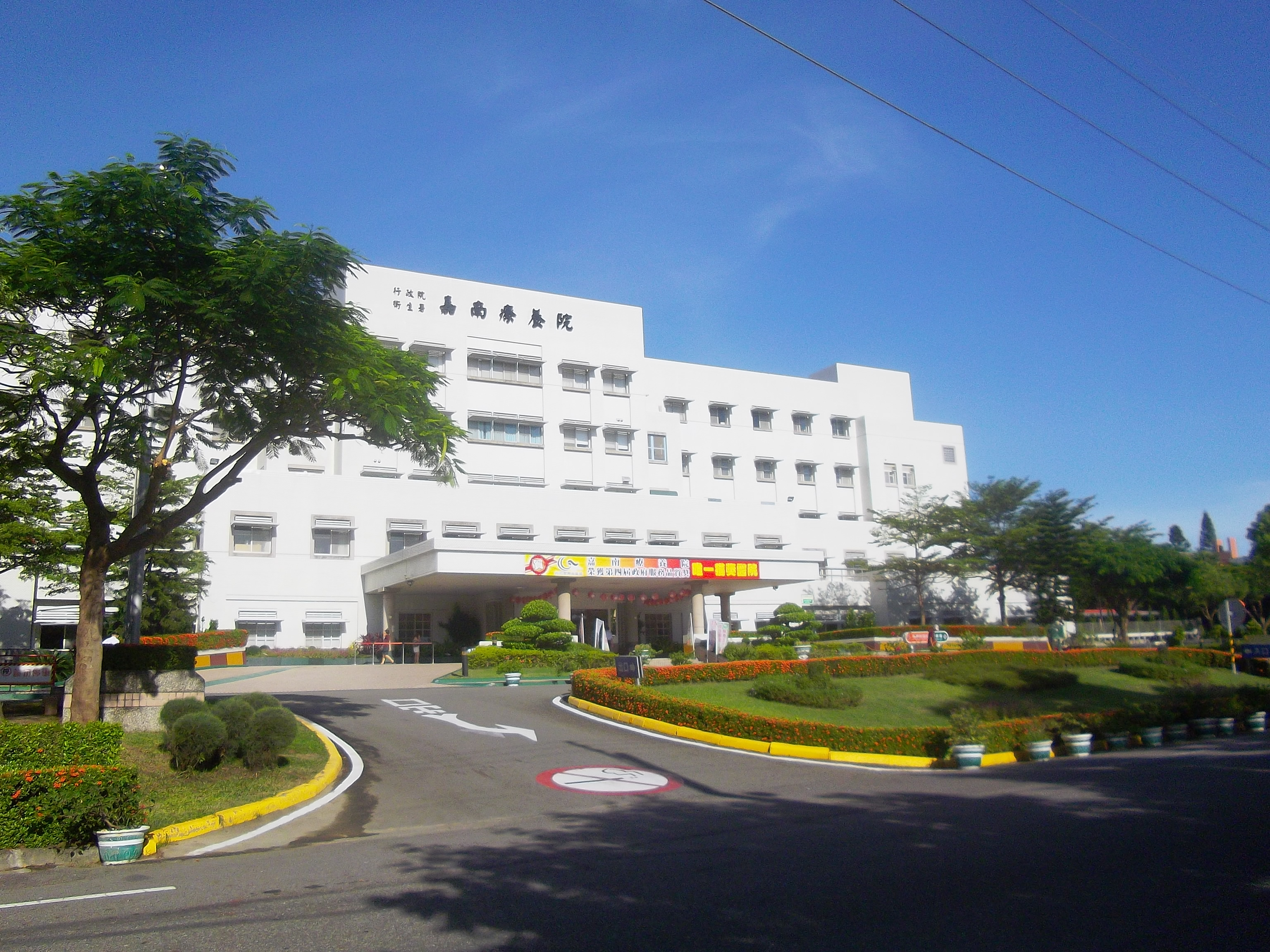
衛生福利部嘉南療養院

- 衛生福利部胸腔病院
- 衛生福利部嘉南療養院

## 交通

### 公路
- 國道一號
  - 仁德交流道（327）

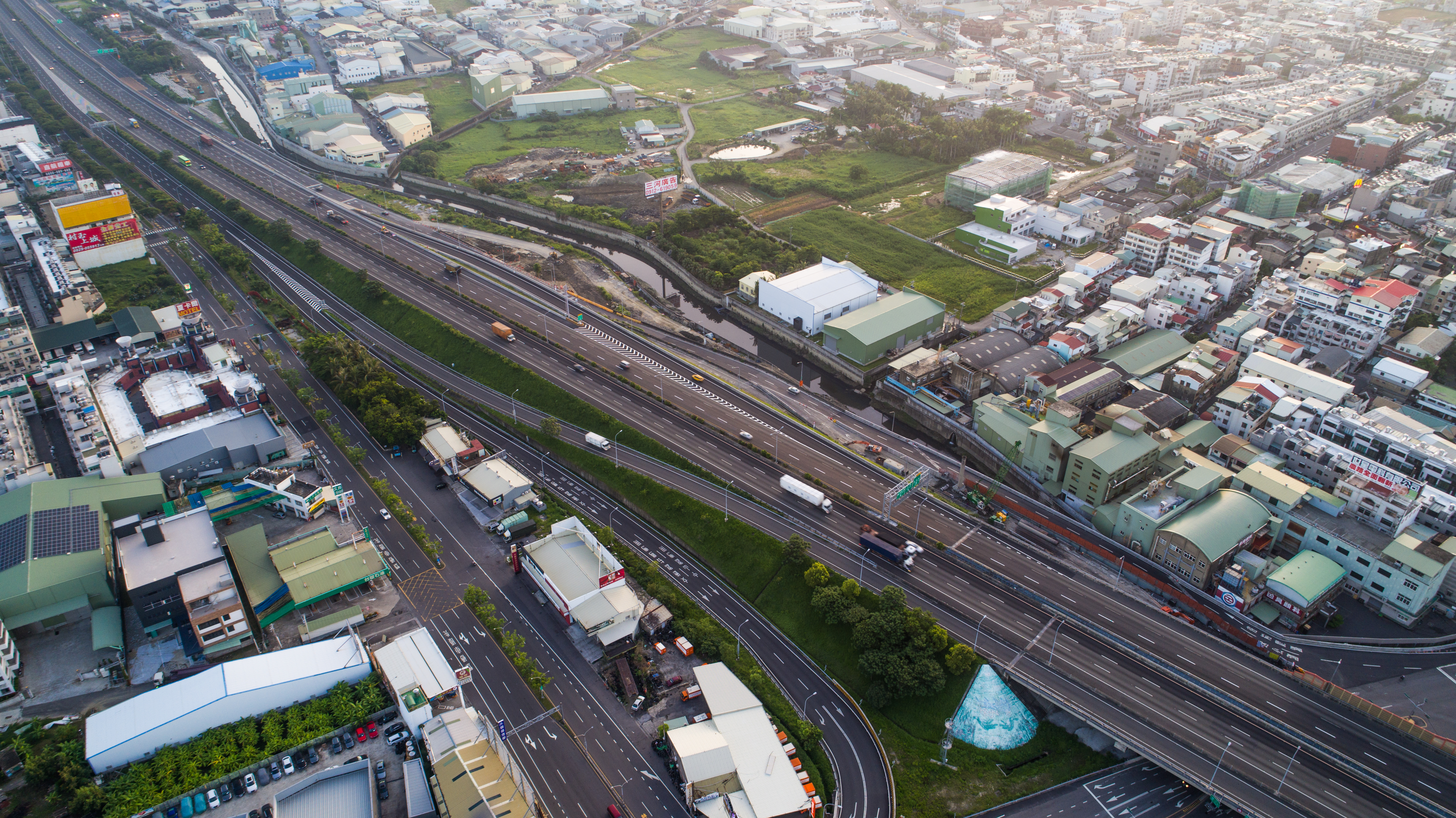
仁德交流道

  - 仁德系統交流道（330，連接台86線）
  - 仁德服務區（335）
- 台1線（大同路三段、二仁路一段、二段、二層行橋）
- 台86線
  - 台南交流道（5）
  - 仁德系統交流道（8，連接國道一號）
  - 上崙交流道（10）
- 市道177號：永康區 - 仁德區
- 市道182號：臺南市區 - 仁德區 - 歸仁區

### 機場

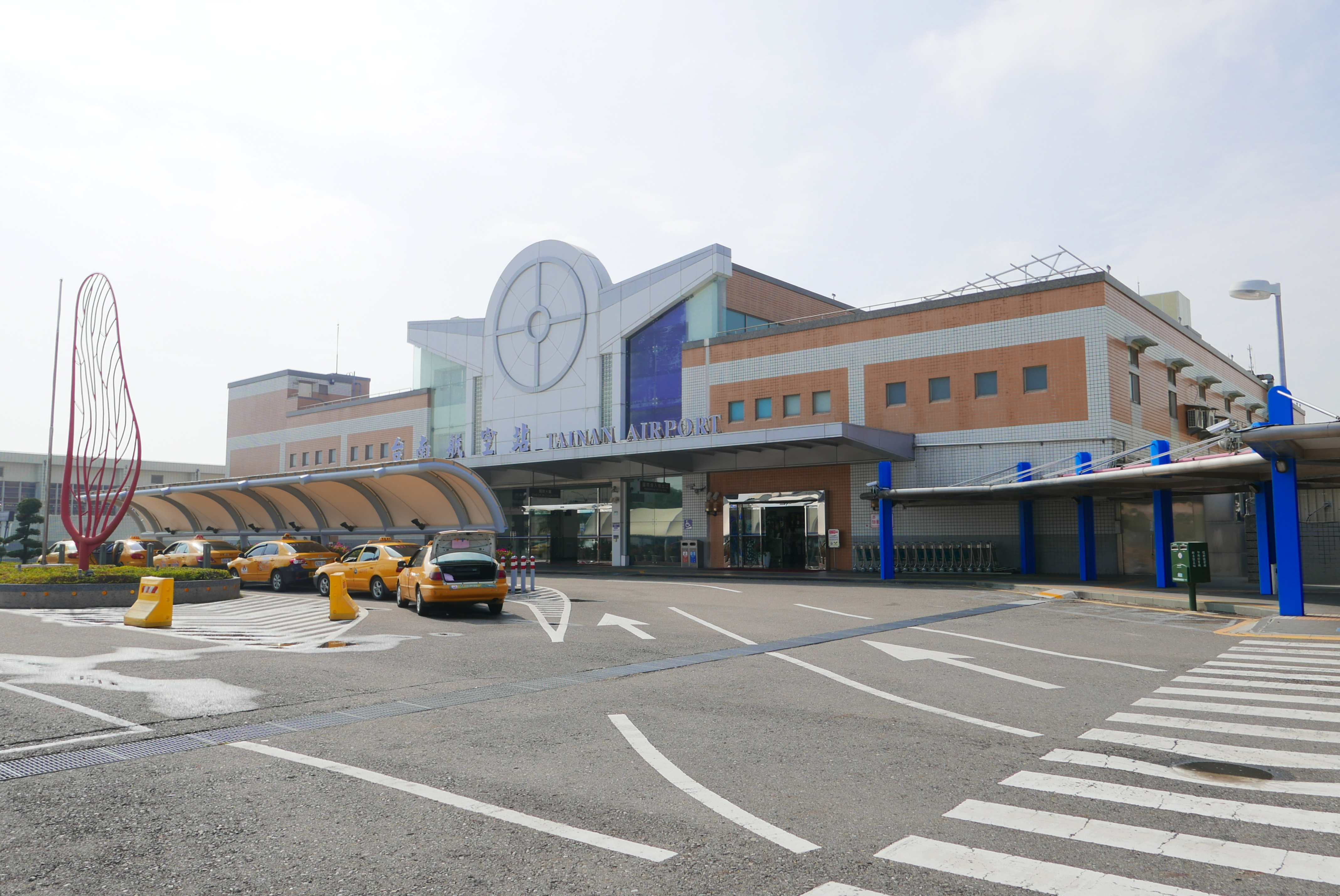
臺南機場

台南航空站
- 位於仁德區與臺南市南區交界
- 臺南航空站國境口岸

### 鐵路
台灣鐵路

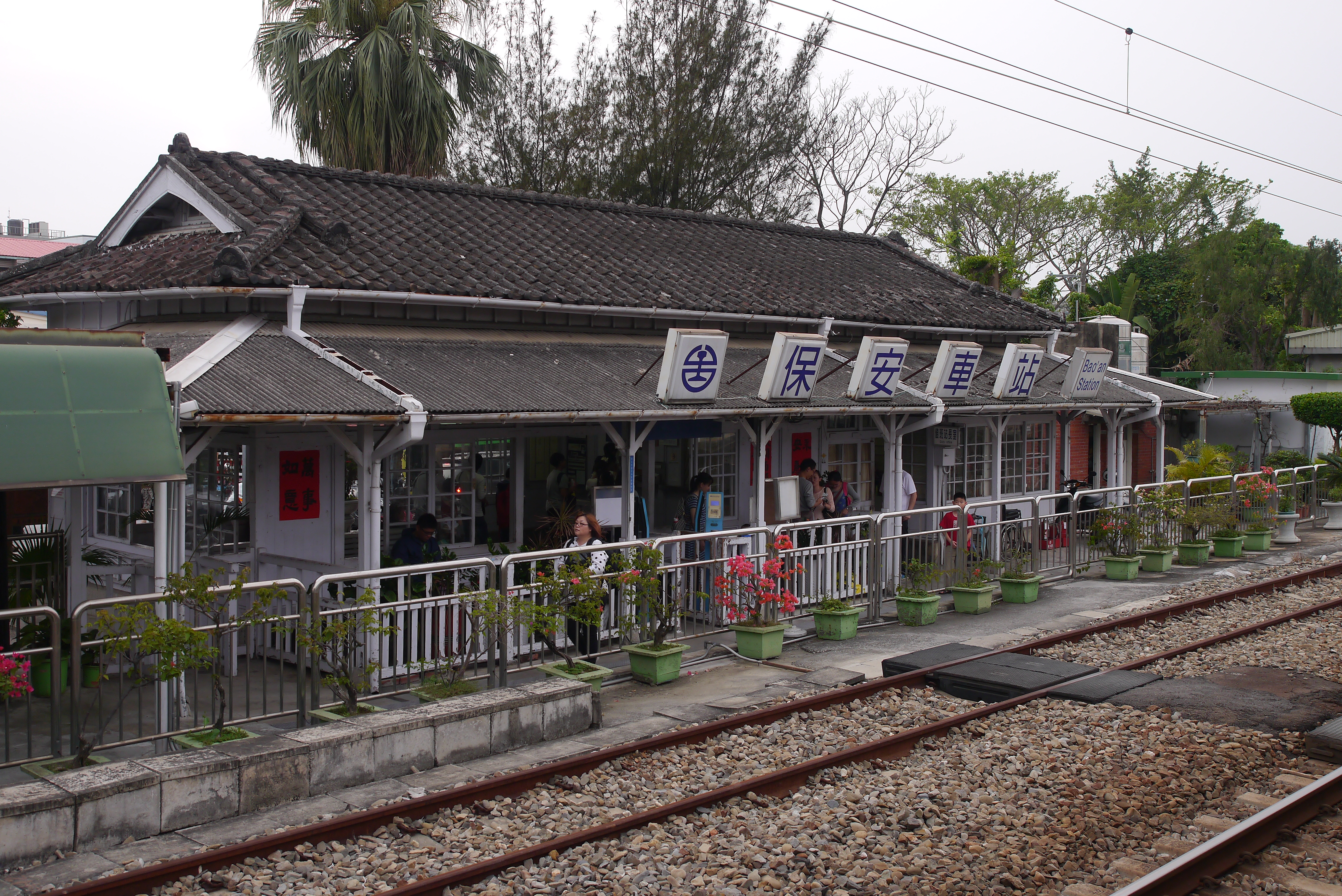
保安車站

- 縱貫線：保安車站 - 仁德車站 - 中洲車站
- 沙崙線：中洲車站

捷運
台南捷運：藍線(預計2028年通車)、紅線(可行性研究中)

### 客運
- 國道客運
  - 統聯客運：仁德站

- 公車轉運站
  - 保安轉運站
  - 仁德轉運站（規劃中）

- 大台南公車[17]

| 編號   | 路線                                           | 營運單位 | 備註 |
| ------ | ---------------------------------------------- | -------- | --- |

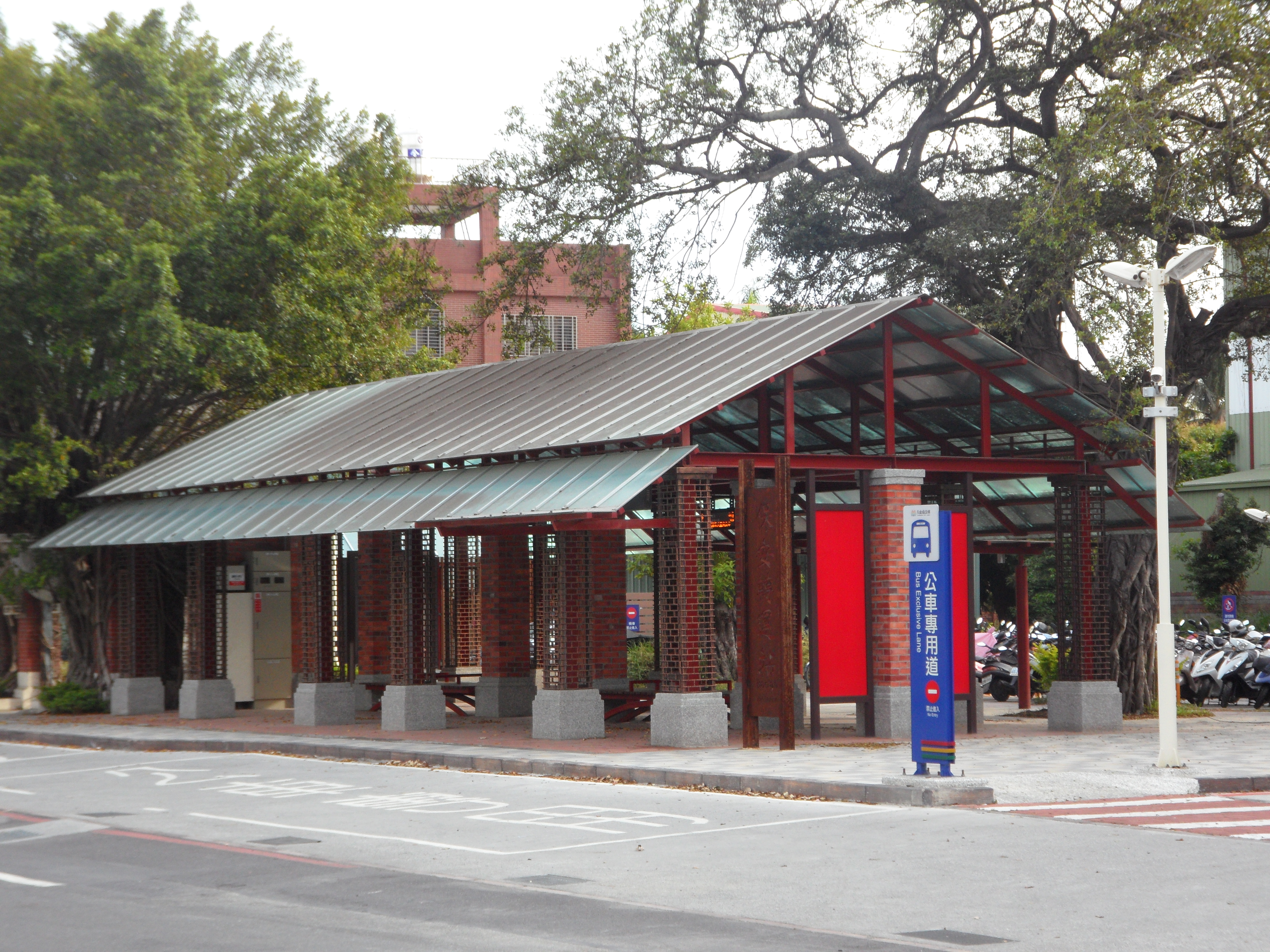
保安轉運站

| 3      | 海東國小－德高國小                             | 府城客運 | - 每周一海東國小16:00及16:55發車班次不經仁和路。 - 部分班次延駛全福新城、復興國中。                        |
| 5      | 和順轉運站－市立醫院                           | 府城客運 | - 部分班次延駛大甲里。                                                                                     |
| 6      | 仁德轉運站－龍崗國小                           | 統聯客運 | - 部分班次延駛統聯客運永康站。                                                                             |
| 20     | 仁德轉運站－安南醫院                           | 巨業交通 | |
| 32     | 原住民文化會館－高鐵台南站                     | 巨業交通 | |
| 62     | 奇美醫院－高鐵台南站                           | 興南客運 | - 部分班次延駛桂田酒店。 - 部分班次繞駛六甲里、沙崙國中。                                                  |
| 77     | 原住民文化會館－仁德轉運站                     | 巨業交通 | |
| 111    | 小西門（西門路）－高雄國際航空站               | 漢程客運 | - 台灣好行臺南小港機場線。 - 經臺南轉運站、香格里拉飯店、巴克禮公園。 - 部分班次繞駛中華東路、平實三街口。 |
| H31    | 永華行政中心（府前路）－高鐵台南站             | 漢程客運 | |
| 紅幹線 | 安平工業區－仁德－歸仁－關廟轉運站             | 興南客運 | - 部分班次延駛龍崎。 - 部分班次繞駛新豐高中、歸仁國中。                                                    |
| 紅1    | 臺南轉運站－太子廟－關廟轉運站                 | 興南客運 | |
| 紅2    | 臺南轉運站－大灣－上崙子－關廟轉運站           | 興南客運 | - 首班車延駛西門健康立體停車場。 - 07:05西門健康立體停車場發車班次繞駛中華醫大。                           |
| 紅3    | 臺南轉運站－台南航空站－高鐵台南站－關廟轉運站 | 興南客運 | - 部分班次繞駛文賢德成路口、長榮大學。                                                                     |
| 紅4    | 臺南轉運站－中華醫大－後壁厝－奇美博物館       | 興南客運 | |
| 紅10   | 關廟轉運站－永康火車站－奇美醫院               | 興南客運 | - 部分班次繞駛烏竹里、大灣高中。                                                                           |

- 高雄市公車、公路客運、國道客運

| 編號  | 路線                               | 營運單位 | 備註                                                    |
| ----- | ---------------------------------- | -------- | ------------------------------------------------------- |
| 1613  | 台北轉運站－屏東轉運站             | 統聯客運 |                                                         |
| 239   | 茄萣站－台南火車站                 | 高雄客運 | - 經台南航空站。                                        |
| 8041C | 林園－茄萣                         | 高雄客運 | - 經鳳山、澄清湖、岡山。 - 部分班次繞駛樹人醫專。       |
| 8042  | 實踐大學－旗山轉運站－高鐵台南站   | 高雄客運 | - 例假日延駛至奇美博物館、台南航空站。                  |
| 8046A | 臺南火車站（北站）→高鐵左營站      | 高雄客運 | - 經嘉南藥理大學、路竹、岡山、文藻外語大學。            |
| 8046B | 高鐵左營站－台南火車站             | 高雄客運 | - 經岡山、路竹、嘉南藥理大學。 - 部分班次繞駛樹人醫專。 |
| 8050  | 台南火車站－關廟轉運站－旗山轉運站 | 高雄客運 | - 經仁德、歸仁、內門。                                  |

### 公共自行車
臺南市YouBike 2.0於2023年2月23日正式營運，截至2025年5月9日於仁德區內設置32處站點。

## 旅遊

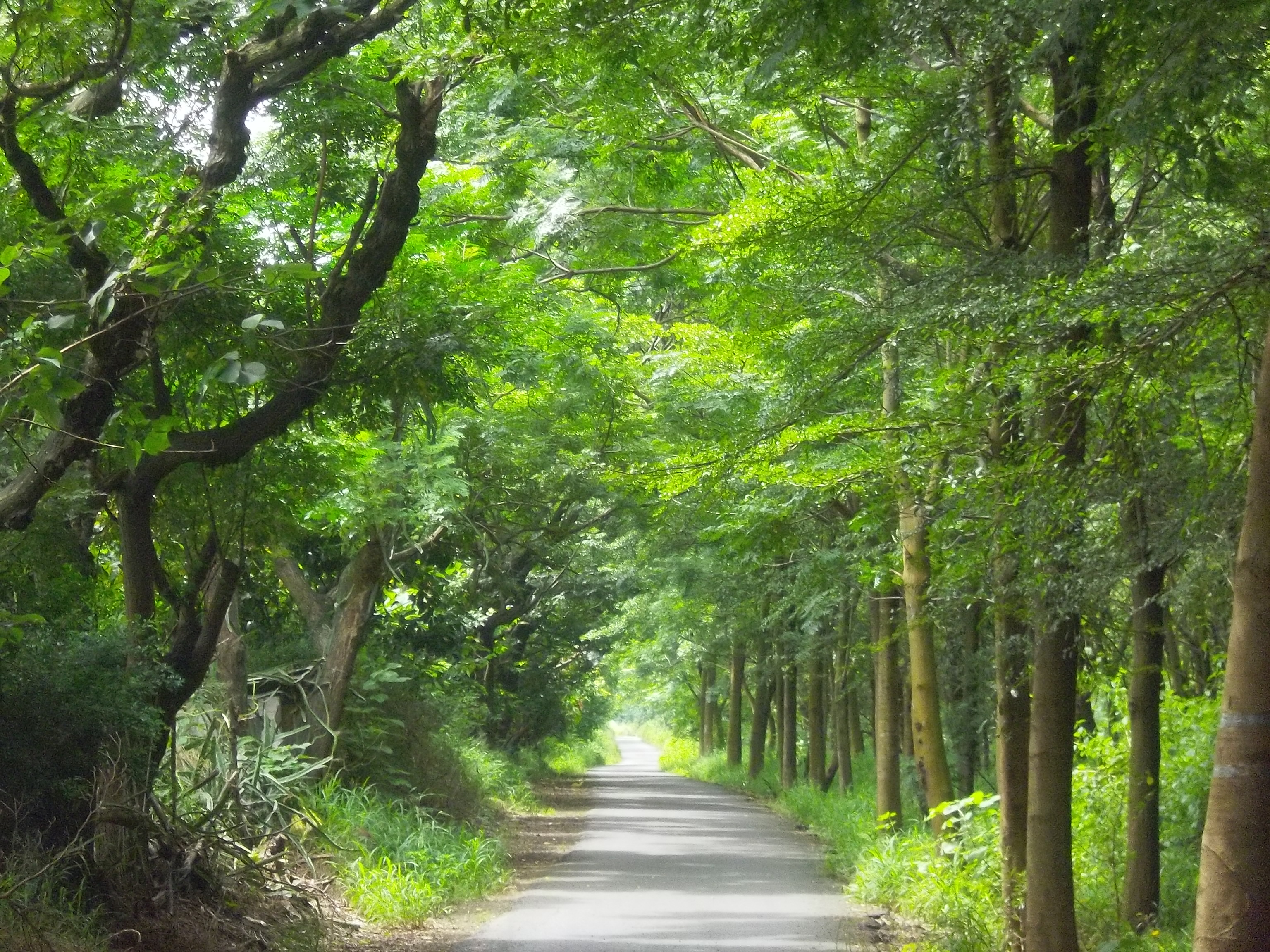
虎山林場

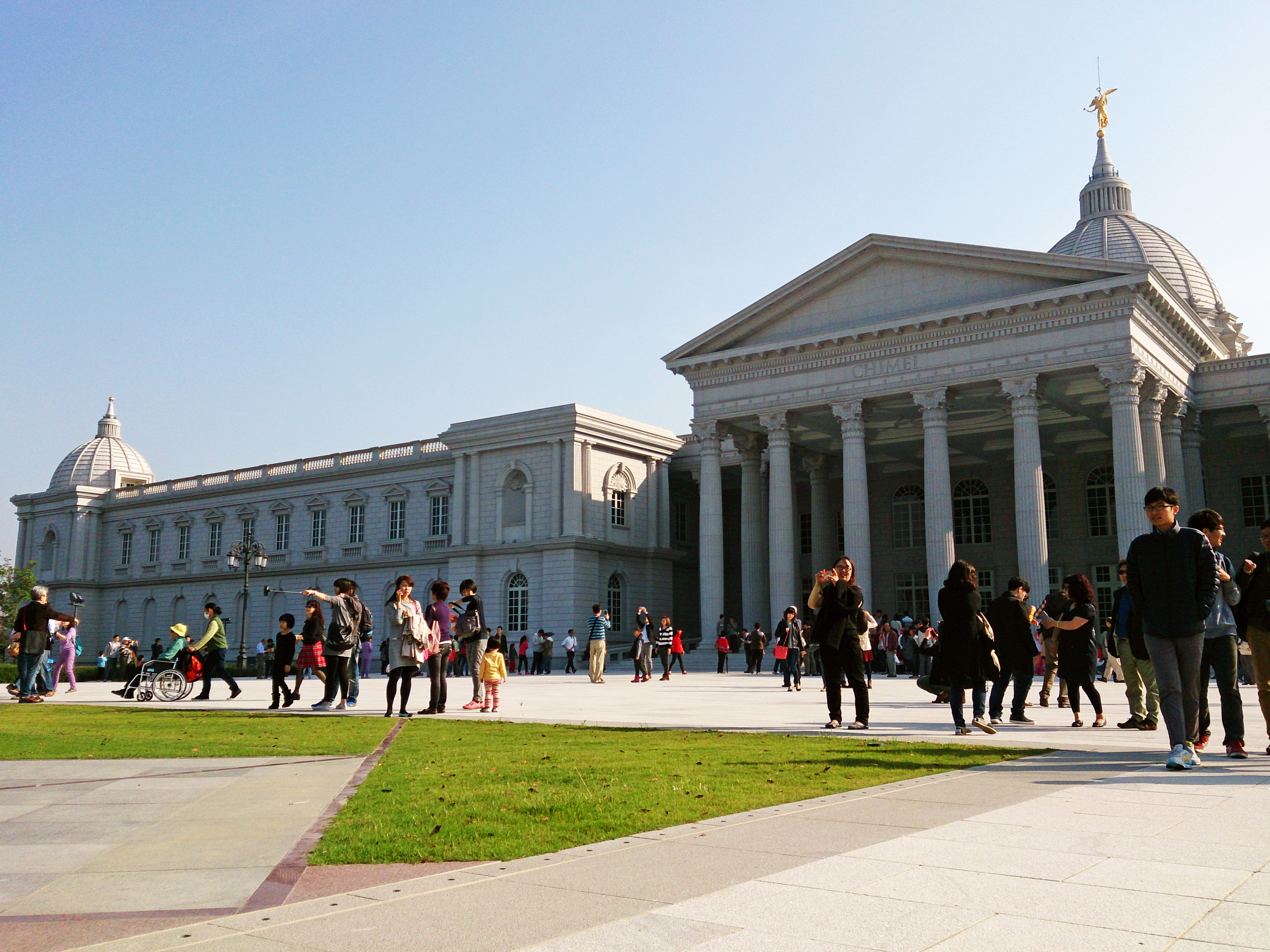
奇美博物館

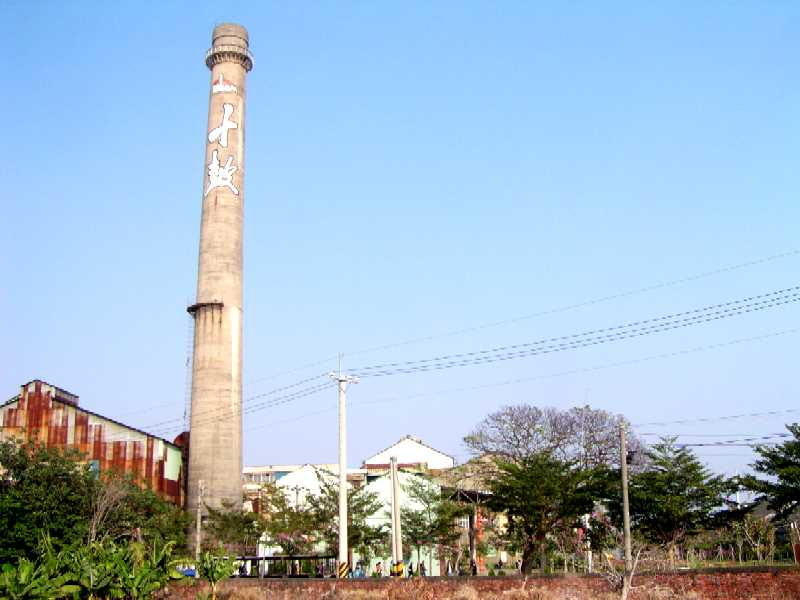
十鼓仁糖文創園區

### 節日
- 中洲花海節（自辦）
- 臺南博物館節（奇美博物館、台南家具產業博物館）

### 夜市
- 鍾厝夜市
- 德南夜市（後壁厝夜市）
- 萬龍宮前夜市
- 太子夜市

### 藝文觀光
- 虎山林場
- 十鼓仁糖文創園區（原仁德糖廠）
- 奇美博物館
- 牛稠子鐵支路公園
- 仁德運動公園
- 臺南都會公園
- 二空新村文化園區（將於2024年7月落成）
- 花現虎山樂活園區貨櫃市集
- 車路墘基督教會_台灣HOLOCAUST紀念館
- 舊警察廳舍磚造玄關（原為舊文賢派出所，今為保安轉運站）

### 生態教育
- 亞力山大蝴蝶生態教育農場
- 港尾溝溪滯洪池（二仁溪流域教育中心）
- 仁德滯洪池

### 古蹟
- 保安車站
- 二層行溪舊鐵路橋

### 觀光工廠
- 奇美食品幸福工廠
- 家具產業博物館
- 台鉅美妝觀光工廠
- 虹泰水凝膠世界

### 運動遊戲場所
- 十鼓仁糖文創園區（極限運動各類遊樂設施）
- 大魯閣棒壘球打擊場：仁德館（位於家樂福仁德店與仁德交流道之間）
- 快樂小熊體能館：台南旗艦店（位於特力家居台南館）
- 仁德恐龍公園（生存遊戲-漆彈）
- 樂奇迷你樂園
- 仁德區親子悠遊館
- 湯姆熊歡樂世界-台南新仁店（位於家樂福新仁店）

### 娛樂&購物中心

家樂福新仁店

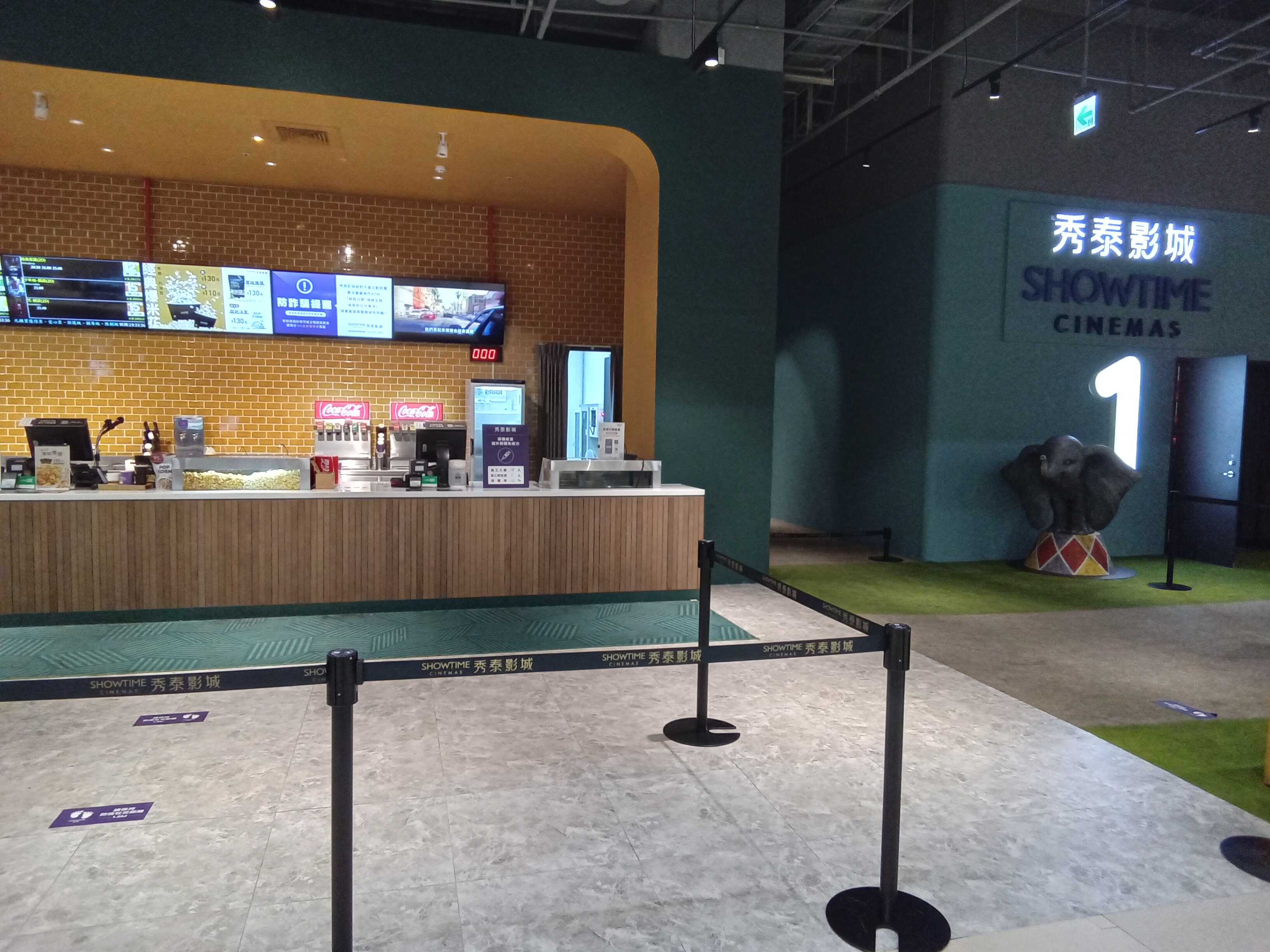
台南仁德秀泰影城

- 家樂福：仁德店、新仁店
- 仁德秀泰影城（位於家樂福新仁店）
- 仁德服務區（統一商場）

### 居家商場

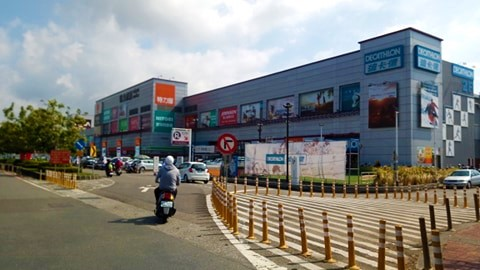
特力家居台南館

- 特力家居：台南館

## 宗教信仰

### 民間信仰
中洲、車路墘、十三甲
- 中洲保生宮
- 中洲玄天宮
- 車路墘保安宮
- 車路墘福德祠
- 十三甲武德宮

田厝、凹仔、三甲仔、蔦松腳
- 田厝水明殿
- 凹仔西安宮
- 三甲三爺宮
- 蔦松開農宮

二層行、大甲
- 二層行清王宮
- 二層行觀音寺
- 大甲慈濟宮
- 港崎頭萬龍宮
- 山頭社澤清宮

上崙仔、北保仔、洋仔下、白崙仔、後壁厝、牛稠仔
- 上崙仔崑崙宮
- 上崙仔中軍宮
- 北保仔保生宮
- 洋仔下二王宮
- 白崙仔北極殿
- 後壁厝三山宮
- 後壁厝觀音廟
- 牛稠仔保華宮
- 仁德成功里五安宮
- 仁德五華宮

新田、狗肉、三塊厝、杞杆
- 新田池王宮
- 九肉北極殿
- 三塊厝代天府保安宮
- 杞杆北極殿

崙仔尾、塗庫仔、鐘厝、林仔頂、一甲
- 崙仔尾興安宮
- 塗庫仔仁義宮
- 竿林墘清寧太子宮
- 林仔頂代天福德宮
- 一甲忠義宮
- 崁腳福祐清宮

太子廟、土庫、大宅、鹽地仔、六甲店
- 仁德明直宮（太子廟）
- 土庫天后宮
- 大宅聖天宮
- 鹽地仔清安宮
- 岳王廟（六甲店、土井仔兩聚落信仰中心）

### 基督信仰
- 台灣基督長老教會 仁德教會
- 台灣基督長老教會 長興教會
- 台灣基督長老教會 中洲教會
- 台灣基督長老教會 信愛教會
- 車路墘基督教會
- 二空基督教會
- 仁德美好基督教會
- 基督教芥菜種會 台南服務站

### 佛教信仰
- 普明佛寺
- 淨修禪院
- 妙善寺
- 佛教慈濟慈善事業基金會：臺南分會

## 外部連結
- 仁德區公所 （页面存档备份，存于）
- 仁德區青年協會 （页面存档备份，存于）